# Sulzer
Sulzer é um grupo industrial suíço e que fabrica máquinas e equipamentos industriais.
A empresa tem como foco equipamentos para engenharia de fluidos, processamento químico e os produtos: aeração, agitadores, compressores, equipamentos de controle e monitoramento e produtos relacionados à tecnologia de separação, geradores, misturadores, motores, sistemas de gerenciamento de torres, trocadores de calor, turbinas entre outros.
Seus produtos são muito usados nas indústrias alimentícia, automotiva, celulose, construção, fertilizantes, metais, mineração e químico.
Foi fundada em 1834 e sua sede fica em Winterthur na Suíça.

## História

### Século 19
Em 1834 Johann Jakob Sulzer-Neuffert adquire um terreno de 5000 m² e dá início à construção da “Fundição Sulzer Brothers, Winterthur”, atualmente conhecida como “o edifício de 1834”, seus filhos, Johann Jakob e Salomon, começam a produzir ferro fundido. Além disso, fabricam bombas para combate a incêndios e outras bombas, além de máquinas têxteis, e mais tarde estabelecem um negócio de instalações de aquecimento, em 1836 a empresa ainda era predominantemente uma oficina, o negócio emprega cerca de quarenta pessoas, trabalhadores e aprendizes, alguns dos quais recebem alojamento e alimentação com a família, em 1839 é construída uma nova fundição é construída, e o edifício original se transforma em uma oficina de máquinas.
Em 1841 surge a primeira máquina a vapor produzida pela empresa e em 1845 é criada uma associação focada em cuidados de saúde para os funcionários da Sulzer.
Em 1851, o engenheiro britânico Charles Brown passa a fazer parte da empresa e novas tecnologias surgem, em 1859 é firmado o primeiro acordo comercial entre os irmãos Sulzer, no qual as atividades da empresa passam a ser divididas em setores diferentes de operação.
Em 1860, uma filial da empresa é aberta na Itália, em 1867 a companhia alcança a marca de 1.000 funcionários e ocorre a expansão no edifício original da Sulzer em Winterthur.
Em 1870 a Sulzer inaugurada uma escola de treinamento para aprendizes na Suíça e em 1872, a Sulzer construí moradias para seus funcionários com a entrega de 24 apartamentos em Winterthur.
Em 1880, maquinas de refrigeração passam a ser fabricadas pela companhia e em 1881 uma filial é inaugurada em Ludwigshafen na Alemanha, é a partir deste ano que várias filiais são implantadas pela empresa ao redor do mundo.
Em 1898 ocorre uma parceria com engenheiro Rudolf Diesel para desenvolver o primeiro motor a diesel da Sulzer, este motor vem para aos poucos substituir as máquinas a vapor, a Sulzer chega ao final do século 19 com cerca de 3.000 funcionários.

### Século 20

Vista da fábrica da Sulzer em 1907 em Winterthur.

Em 1909, a Sulzer começa a fazer compressores.
Em 1914, a Sulzer se transforma em sociedade anônima, no mesmo ano ela abre um escritório em Kobe no Japão e em 1919 ela lança duas revistas, uma interna para os funcionários da empresa e outra para clientes, elas eram publicadas regularmente.
Devido a grande depressão, a produção da empresa cai 40%.
Após o fim da segunda guerra mundial em 1945, a Sulzer entre em um virtuoso processo de crescimento, com a expansão de seus negócios para o exterior e ampliação de novos produtos fabricados, e em especial no ramo de máquinas têxteis e caldeiras, a contratação de mulheres passa a ser admitida nas fabricas e mais moradias são construídas são construídas pela empresa em Winterthur.
Em 1961, entra no mercado ferroviário ao adquirir uma fábrica de locomotivas, no mesmo ano é ampliada as vendas de motores a diesel pela empresa, em 1966, a Sulzer compra 53% das ações da Escher Wyss AG, em Zurique, e assume o controle total da empresa em 1969, após esta aquisição, a empresa chega a ter mais de 30.000 funcionários, em 1968 começa a investir no desenvolvimento de tecnologias para equipamentos médicos.
Em 1982, a Sulzer adquire a fábrica de máquinas Rüti em 1985 compra a multinacional Plasma Technik AG, com unidades na Suíça, Estados Unidos, Reino Unido e Singapura, em 1988 expande sua divisão de equipamentos médicos ao comprar a Intermedics Group nos Estados Unidos.
Em 1990, a fábrica de Winterthur tem sua produção suspensa e sua produção é transferida para outras filiais do grupo , o histórico local de Winterthur é desocupado, e começam os planos de reutilização, o número de funcionários no exterior ultrapassa o número na Suíça e a divisão de motores diesel é transferido para a nova empresa Sulzer Diesel, na qual a Sulzer mantém uma participação minoritária, em 1993 é fechada a fundição de Oberwinterthur, em 1997 a Sulzer Medica, que é a divisão de produtos médicos tem o seu capital aberto na bolsa e em 1999 ocorre uma reestruturação na empresa, com a criação da Sulzer Industries e que passa a a ser independente da Sulzer original, seus negócios de turbinas e bombas hidráulicas são vendidas para a empresa austriaca VA Tech.Em setembro de 2000 a Sulzer divulga planos públicos para vender diversas divisões e reintegrar a Sulzer Medica. No entanto, o plano de reintegração é cancelado algumas semanas depois; as áreas industriais e de tecnologia médica deverão se desenvolver de forma mais independente, ainda no mesmo ano a Sulzer Pumps adquire na Finlândia a Ahlstrom Pumps e em dezembro a Sulzer Turbo é vendida para a empresa alemã MAN.

### Século 21
Em julho de 2001, a Sulzer Medica é separada de vez da empresa e ainda em 2001 a divisão de maquinas têxteis é vendida para o grupo italiano Promatech, em 2002 a Sulzer era uma companhia que possuía quatro divisões: A Sulzer agora é composta por quatro divisões: Sulzer Pumps, Sulzer Metco, Sulzer Chemtech e Sulzer Turbo Services, Em 2004, a Sulzer Metco adquire a divisão Ambeon da Westaim no Canadá e a OSU Machine Construction na Alemanha, enquanto a Sulzer Pumps compra as atividades de bombas Johnston, Crown e Paco da Precision Castparts nos Estados Unidos e China respectivamente, em 2005, a Sulzer Chemtech adquire a Cana-Tex nos Estados Unidos, se tornando líder em serviços de colunas de separação e no final do ano, as atividades de células a combustível da Hexis são vendidas para uma fundação suíça, em 2006, a Sulzer Pumps vende suas atividades de bombas hidráulicas para a dinamarquesa Grundfos e adquire as empresas Mixpac, Werfo e Mold, que são integradas à nova unidade Sulzer Mixpac Systems um ano depois, em 2007 a Sulzer Chemtech adquire o setor de separação da KnitMesh Ltd., em 2008 a Sulzer Turbo Services expande suas operações na América do Sul com a aquisição da fornecedora de serviços de turbomáquinas Capime na Argentina, em 2009, a Sulzer comemora seu 175º aniversário e a Sulzer Chemtech adquire várias empresas de serviços para torres na Austrália, Tailândia, Índia e Alemanha.
Em 2010 a Sulzer compra aa Dowding & Mills, uma empresa líder em serviços para geradores e motores: integrada à Sulzer Turbo Services, essa aquisição cria um fornecedor independente de manutenção e reparo para turbomáquinas, geradores e motores, com ampla presença geográfica, a Sulzer Metco compra a divisão de revestimentos de carbono  ao diamante da belga Bekaert e ainda em 2010 inaugura na China uma fábrica nova, Em 2012, a empresa abriu novas instalações de produção e centros de serviço na China, Suécia e Rússia, em 2013, a Sulzer focou nos mercados de petróleo e gás, energia e água, e adquiriu a Tartek Oy e expandiu sua rede de serviços no Brasil e na China, Em 2014, a Sulzer reorganizou suas operações em três divisões principais: Pumps Equipment, Rotating Equipment Services e Chemtech, e adquiriu várias empresas, incluindo a Grayson Armature e a Saudi Pump Factory,  Em 2016, a Sulzer dobrou o tamanho de seu negócio de moldagem por injeção plástica com a aquisição da Geka e adquiriu a PC Cox, fortalecendo ainda mais sua divisão Chemtech. Em 2017, a Sulzer comprou a fabricante francesa de bombas Ensival Moret e criou a divisão Applicator Systems, em 2018, a empresa adquiriu a JWC Environmental, expandindo sua oferta no tratamento de águas residuais, e também comprou a Medmix, ampliando seu portfólio de dispositivos de mistura e dispensação. Além disso, a Sulzer foi premiada pelo seu uso de inteligência artificial com a solução BLUE BOX™, em abril de 2019, adquire nos Estados Unidos a GTC Technology, expandindo sua oferta com processos proprietários para a produção de aromáticos e petroquímicos, entrando no mercado de licenciamento de tecnologia e tornando seus negócios menos cíclicos, em julho do mesmo ano, a empresa ampliou suas atividades de pós-venda ao adquirir a Alba Power, especializada em serviços para turbinas a gás aeroderivadas, diversificando seus serviços e reduzindo a dependência do setor de energia tradicional.